# FK Palanga
Maillots
Le FK Palanga est un club professionnel de football basé à Palanga, en Lituanie.

## Histoire
Le club est fondé en 2010 à Palanga. 
En 2017, le club remporte la I lyga, et obtient une promotion en A lyga.
En 2019, le club est exclu de la première division, en raison d'une affaire de matchs truqués.

## Bilan sportif

### Palmarès
- Deuxième division
  - Vainqueur en 2017
  - Finaliste en 2016

### Bilan par saison
| Saison | Championnat | Championnat | Championnat | Championnat | Championnat | Championnat | Championnat | Championnat | Championnat | Championnat | Coupe de Lituanie   |
| Saison | Division    | Pos         | Pts         | J           | V           | N           | D           | BP          | BC          | Diff        | Coupe de Lituanie   |
| ------ | ----------- | ----------- | ----------- | ----------- | ----------- | ----------- | ----------- | ----------- | ----------- | ----------- | ------------------- |
| 2011   | 3e Ouest    | 1er         | 54          | 18          | 18          | 0           | 0           | 85          | 12          | +73         | N/A                 |
| 2012   | 2e          | 8e          | 30          | 27          | 8           | 6           | 13          | 38          | 55          | -17         | N/A                 |
| 2013   | 2e          | 12e         | 6-6         | 27          | 3           | 3           | 21          | 25          | 88          | -63         | Huitièmes de finale |
| 2014   | 2e          | 12e         | 16-3        | 28          | 6           | 1           | 21          | 30          | 81          | -51         | Huitièmes de finale |
| 2015   | 2e          | 5e          | 64          | 34          | 19          | 7           | 8           | 84          | 38          | +49         | Deuxième tour       |
| 2016   | 2e          | 2e          | 70          | 30          | 21          | 7           | 2           | 96          | 29          | +57         | Huitièmes de finale |
| 2017   | 2e          | 1er         | 61          | 28          | 19          | 4           | 5           | 64          | 36          | +28         | Huitièmes de finale |
| 2018   | 1re         | 7e          | 20          | 28          | 5           | 5           | 18          | 17          | 58          | -41         | Quarts de finale    |
| 2019   | 1re         | 7e          | 19          | 28          | 6           | 1           | 21          | 29          | 70          | -41         | Demi-finales        |

Légende
- Promotion en division supérieure.
- Relégation en division inférieure.

## Maillots
| Domicile (2011) | Extérieur (2011) | Domicile (2015) | Extérieur (2015) | Alternative (2015) | Domicile (2018) | Extérieur (2018) |

### Couleurs
| PALANGA | PALANGA |